# Carl Gustaf Verner von Heidenstam
Carl Gustaf Verner von Heidenstam (Olshammar, 6. srpnja 1859. – Övralid, 20. svibnja 1940.) je bio švedski pjesnik i romanopisac, dobitnik Nobelove nagrade za književnost 1916. Od 1912. pa do svoje smrti bio je član Švedske akademije. Većina njegovih djela su strastvene predodžbe švedskog karaktera, života i tradicije, često iz patriotskog gledišta.